# Diocesi di Yongnian
La diocesi di Yongnian (in latino Dioecesis Iomnienina) è una sede della Chiesa cattolica in Cina suffraganea dell'arcidiocesi di Pechino. La sede è vacante.

## Territorio
La diocesi comprende l'estrema parte meridionale della provincia cinese di Hebei.
Sede vescovile è la città di Handan.

## Storia
La prefettura apostolica di Yongnian (Weixian) fu eretta il 24 maggio 1929 con il breve Quod Nobis di papa Pio XI, ricavandone il territorio dal vicariato apostolico di Xianxian (oggi diocesi).
Il 6 marzo 1933 la prefettura apostolica è stata elevata al rango di vicariato apostolico con il breve Comperimus dello stesso papa Pio XI.
L'11 aprile 1946 il vicariato apostolico è stato elevato a diocesi con la bolla Quotidie Nos di papa Pio XII.
Il 20 aprile 1958 a Xianxian furono ordinati, per la prima volta, alcuni vescovi senza il consenso e l'autorizzazione della Santa Sede: tra questi anche il vescovo di Yongnian, Wang Shouqian.
Il 14 novembre 1989 fu ordinato clandestinamente il vescovo John Han Dingxiang, arrestato dalle autorità nel 1995 e deceduto in prigionia il 9 settembre 2007.
Il 29 aprile 1986 fu consacrato vescovo "ufficiale" della diocesi monsignor Peter Chen Bolu, ritiratosi nel 1999 dopo aver consacrato come suo vescovo coadiutore Stephen Yang Xiangtai; è deceduto il 5 novembre 2009.
Il 29 giugno 2011 era prevista l'ordinazione episcopale del vescovo ausiliare Joseph Sun Jigen, vescovo ufficiale ma approvato dalla Santa Sede. Il rifiuto di questi di ricevere l'ordinazione episcopale dalle mani di un vescovo illegittimo, ha obbligato le autorità cinesi ad annullare la cerimonia.
Secondo fonti giornalistiche e agenzie di stampa, la diocesi è oggi comunemente nota con il nome di diocesi di Handan.

## Cronotassi dei vescovi
Si omettono i periodi di sede vacante non superiori ai 2 anni o non storicamente accertati.
- Joseph Cui Shou-xun (Tsui Shou-hsün) † (1º giugno 1929 - 1953 deceduto)
  - Sede vacante
  - Wang Shouqian † (20 aprile 1958 - 1964 deceduto)
  - John Han Dingxiang † (14 novembre 1989 - 9 settembre 2007 deceduto)
  - Peter Chen Bolu † (29 aprile 1986 - 17 settembre 1999 dimesso)
  - Stephen Yang Xiangtai † (17 settembre 1999 - 13 ottobre 2021 deceduto)

## Statistiche
Secondo alcune fonti statistiche, la diocesi, che include 19 distretti civili nella parte meridionale della provincia dell'Hebei, conta nel 2011 circa 130.000 cattolici, con 100 luoghi di culto, 75 sacerdoti, circa 250 religiose appartenenti a due Congregazioni diocesane e una quarantina di seminaristi.